# Cody Martin (cestista)
Cody Lee Martin (Mocksville, 28 settembre 1995) è un cestista statunitense, di ruolo ala piccola, professionista nella NBA e nella NBA G League.

## Biografia
È il fratello gemello di Caleb Martin, a sua volta cestista.

## Carriera
Dopo aver completato la carriera collegiale dividendosi tra North Carolina Wolfpack e Nevada, nel 2019 si dichiara per il Draft NBA, venendo chiamato con la trentaseiesima scelta assoluta dagli Charlotte Hornets.

## Statistiche

### NCAA
| Anno      | Squadra          | PG  | PT | MP   | TC%  | 3P%  | TL%  | RP  | AP  | PRP | SP  | PP   |
| --------- | ---------------- | --- | -- | ---- | ---- | ---- | ---- | --- | --- | --- | --- | ---- |
| 2014-2015 | NCSU Wolfpack    | 19  | 3  | 11,4 | 47,5 | 0,0  | 52,9 | 2,0 | 1,2 | 0,5 | 0,3 | 3,4  |
| 2015-2016 | NCSU Wolfpack    | 33  | 16 | 25,8 | 46,7 | 42,9 | 59,7 | 4,4 | 2,3 | 1,2 | 0,4 | 6,0  |
| 2017-2018 | Nevada Wolf Pack | 36  | 34 | 35,7 | 51,7 | 29,4 | 70,1 | 6,3 | 4,7 | 1,7 | 1,5 | 14,1 |
| 2018-2019 | Nevada Wolf Pack | 34  | 34 | 34,4 | 50,5 | 35,8 | 76,3 | 4,5 | 4,9 | 1,4 | 0,7 | 12,1 |
| Carriera  | Carriera         | 122 | 87 | 28,9 | 50,1 | 32,5 | 68,9 | 4,6 | 3,6 | 1,3 | 0,8 | 9,7  |

#### Massimi in carriera
- Massimo di punti: 30 vs Utah State (17 febbraio 2018)[4]
- Massimo di rimbalzi: 12 (2 volte)
- Massimo di assist: 11 (2 volte)
- Massimo di palle rubate: 4 (6 volte)
- Massimo di stoppate: 5 vs Radford (17 dicembre 2017)
- Massimo di minuti giocati: 46 vs Wyoming (24 gennaio 2018)

### NBA

#### Regular Season
| Anno      | Squadra           | PG  | PT | MP   | TC%  | 3P%  | TL%  | RP  | AP  | PRP | SP  | PP  |
| --------- | ----------------- | --- | -- | ---- | ---- | ---- | ---- | --- | --- | --- | --- | --- |
| 2019-2020 | Charlotte Hornets | 48  | 3  | 18,8 | 43,0 | 23,4 | 64,6 | 3,3 | 2,0 | 0,8 | 0,2 | 5,0 |
| 2020-2021 | Charlotte Hornets | 52  | 10 | 16,3 | 44,1 | 27,6 | 58,1 | 3,1 | 1,7 | 0,7 | 0,2 | 4,0 |
| 2021-2022 | Charlotte Hornets | 71  | 11 | 26,3 | 48,2 | 38,4 | 70,1 | 4,0 | 2,5 | 1,2 | 0,5 | 7,7 |
| 2022-2023 | Charlotte Hornets | 7   | 0  | 19,1 | 38,9 | 21,4 | 57,1 | 3,4 | 1,6 | 0,6 | 0,1 | 5,0 |
| 2023-2024 | Charlotte Hornets | 28  | 22 | 26,9 | 38,1 | 31,4 | 60,6 | 3,9 | 3,7 | 1,1 | 0,6 | 7,5 |
| 2024-2025 | Charlotte Hornets | 39  | 8  | 24,8 | 43,3 | 32,3 | 69,4 | 4,5 | 2,3 | 1,1 | 0,7 | 7,8 |
| 2024-2025 | Phoenix Suns      | 14  | 0  | 14,7 | 35,1 | 11,1 | 75,0 | 3,4 | 1,1 | 0,9 | 0,4 | 3,7 |
| Carriera  | Carriera          | 259 | 54 | 21,9 | 43,6 | 30,8 | 66,1 | 3,7 | 2,2 | 1,0 | 0,4 | 6,2 |

#### Massimi in carriera
- Massimo di punti: 21 vs San Antonio Spurs (15 dicembre 2021)[5]
- Massimo di rimbalzi: 11 vs Indiana Pacers (5 novembre 2019)
- Massimo di assist: 9 vs Houston Rockets (7 marzo 2020)
- Massimo di palle rubate: 4 (3 volte)
- Massimo di stoppate: 3 (2 volte)
- Massimo di minuti giocati: 46 vs New York Knicks (17 gennaio 2022)

### G League
| Anno      | Squadra       | PG | PT | MP   | TC%  | 3P%  | TL% | RP  | AP  | PRP | SP  | PP   |
| --------- | ------------- | -- | -- | ---- | ---- | ---- | --- | --- | --- | --- | --- | ---- |
| 2019-2020 | Greens. Swarm | 5  | 5  | 35,5 | 57,8 | 40,0 | 100 | 8,4 | 5,0 | 1,8 | 0,2 | 18,4 |
| Carriera  | Carriera      | 5  | 5  | 35,5 | 57,8 | 40,0 | 100 | 8,4 | 5,0 | 1,8 | 0,2 | 18,4 |